# Alena Lanskaja
Alena Michajlaŭna Lanskaja (in bielorusso Алена Міхайлаўна Ланская?; Mahilëŭ, 7 settembre 1985) è una cantante bielorussa.

## Biografia
Nel 2011 ha vinto il festival Slavianski Bazaar tenutosi a Vicebsk. Nel 2012 avrebbe dovuto partecipare all'Eurovision Song Contest 2012 svoltosi a Baku, col brano All My Life, ma è stata squalificata prima della gara a causa di alcune irregolarità dovute a presunte manipolazioni dei voti della gara interna nazionale. Il suo posto nella competizione canora europea è stato preso dai Litesound.
Ha rappresentato la Bielorussia all'Eurovision Song Contest 2013 svoltosi a Malmö, in Svezia, con la canzone Solayoh e l'anno dopo presenta i voti bielorussi.
Nel 2013 è uscito anche il suo secondo album.